# Marzec 2008

## 1 marca2008
- Akcja wojsk kolumbijskich przeciw obozowi FARC na terytorium Ekwadoru wywołała kryzys dyplomatyczny (BBC News)
- Przez kilka krajów Europy, w tym Polskę przeszedł orkan Emma. (Onet.pl)
- Rząd Kanady zniósł wizy wjazdowe dla obywateli Litwy, Polski, Słowacji i Węgier. (Onet.pl)
- Manifestacja opozycji, kwestionującej wyniki wyborów prezydenckich, przerodziła się w zamieszki, po których Robert Koczarian wprowadził stan wyjątkowy w Armenii (Gazeta.pl)

## 2 marca2008
- Dmitrij Miedwiediew wygrał wybory prezydenckie w Rosji. (Gazeta.pl)

## 5 marca2008
- Po 13 latach Bill Gates stracił pozycję lidera w rankingu najbogatszych ludzi na świecie według magazynu Forbes, nowym liderem został Warren Buffett. (Forbes.com)

## 6 marca2008
- W wieku 85 lat zmarł Gustaw Holoubek, polski aktor teatralny i filmowy, reżyser i pedagog, poseł na Sejm PRL VII i VIII kadencji, senator I kadencji. (Gazeta.pl)
- Senator John McCain zapewnił sobie nominację Partii Republikańskiej w wyborach na prezydenta Stanów Zjednoczonych. (TVN24.pl)
- W zamachu na jesziwę Merkaz Ha-Raw w Jerozolimie zginęło 8 osób. (Gazeta Wyborcza)

## 8 marca2008
- Premier Serbii Vojislav Koštunica podał się do dymisji. (BBC News)

## 9 marca2008
- Europejska Agencja Kosmiczna wysłała transportowy statek kosmiczny Jules Verne, mający zaopatrzyć Międzynarodową Stację Kosmiczną. (Gazeta.pl)
- Na Węgrzech odbyło się referendum w sprawie zmian w oświacie, służbie zdrowia i systemie ubezpieczeń społecznych forsowanych przez rząd. (rp.pl)
- Wybory parlamentarne w Hiszpanii wygrała Hiszpańska Socjalistyczna Partia Robotnicza zdobywając 43,7% głosów. Opozycyjna Partia Ludowa zdobyła 40,1% głosów (BBC News)

## 11 marca2008
- Rozpoczęła się misja promu kosmicznego Endeavour, której celem jest dostarczenie do Międzynarodowej Stacji Kosmicznej pierwszej części japońskiego modułu Kibō oraz kanadyjskiego robota. (Gazeta.pl)

## 12 marca2008
- Ksiądz Michał Heller został laureatem Nagrody Templetona (Gazeta.pl)

## 13 marca2008
- Porwany 29 lutego chaldejski arcybiskup Mosulu Paulos Faraj Rahho został odnaleziony martwy nieopodal miasta. (RFI, MSZ RP)

## 14 marca2008
- W wyborach parlamentarnych w Iranie zwycięstwo odnieśli przedstawiciele opcji zachowawczej wspierający politykę prezydenta Ahmadineżada (rp.pl)

## 15 marca2008
- Chińskie władze stłumiły trwające od poniedziałku antyrządowe wystąpienia w Tybecie (rp.pl)

## 16 marca2008
- U wybrzeży Australii Zachodniej odnaleziono wraki krążowników HMAS Sydney oraz HSK Kormoran, które przed 66 laty zatonęły w wyniku stoczonej bitwy morskiej. (Gazeta.pl)
- W Indonezji odkryto nowy gatunek ptaka – Szlarnik maskowy. (Onet.pl)

## 17 marca2008
- 27 polskich policjantów z oddziałów ONZ zostało rannych w zamieszkach w Kosowskiej Mitrowicy. (BBC News)

## 19 marca2008
- Na Sri Lance w wieku 90 lat zmarł Arthur C. Clarke, brytyjski pisarz science fiction (ur. 1917). (BBC News)

## 20 marca2008
- Zaprzysiężenie Yves’a Laterme’a na premiera zakończyło dziewięciomiesięczne, trwające od wyborów formowanie rządu (BBC News).

## 21 marca2008
- W wieku 45 lat zmarł senator Andrzej Tadeusz Mazurkiewicz. W przeszłości był także m.in. posłem na Sejm RP I oraz senatorem IV i VI kadencji. (Onet.pl)

## 22 marca2008
- Polski Wikisłownik obchodzi czwartą rocznicę urodzin!
- W wyborach prezydenckich w Republice Chińskiej zwyciężył lider Kuomintangu – Ma Ying-jeou. W tym samym czasie odbyło się także referendum członkostwa w ONZ. (rp.pl)

## 23 marca2008
- Robert Kubica zajął drugie miejsce w Grand Prix Malezji. (Onet.pl)

## 24 marca2008
- W pierwszych wyborach parlamentarnych w Bhutanie  zwyciężyła Partia Pokoju i Dobrobytu, kierowana przez Jigme Thinleya. (BBC News)
- Zmarł satyryk Andrzej Kaczmarek – współtwórca kabaretu „Pirania"

## 25 marca2008
- Siły rządowe Komorów, wspomagane przez wojska Unii Afrykańskiej, stłumiły rebelię na Anjouan. (BBC News)

## 26 marca2008
- Fiński skoczek narciarski Janne Ahonen zakończył karierę. (Wirtualna Polska)
- Od Antarktydy oderwał się fragment Lodowca Szelfowego Wilkinsa liczący 41 kilometrów długości oraz 2,5 kilometra szerokości. (Onet.pl)

## 27 marca2008
- Znaczne wsparcie finansowe dla Wikimedia Foundation na rzecz jej rozwoju organizacyjnego i innowacji technicznych. ( Wikinews)

## 28 marca2008
- CBA zatrzymało trenera Polonii Warszawa – Dariusza Wdowczyka pod zarzutem „czynnej korupcji” – ustawianie meczów, gdy był trenerem Korony Kielce. Trener przyznał się prokuraturze do zarzucanych czynów. Wobec Dariusza W. zastosowano środek zapobiegawczy w postaci poręczenia majątkowego. (TVN24.pl)

## 29 marca2008
- W Zimbabwe odbyły się połączone wybory prezydenckie i parlamentarne. (BBC News)
- Wikimedia Foundation poinformowała, że wszystkie wersje językowe Wikipedii posiadają już w sumie 10 milionów artykułów. Artykuł, który osiągnął tę liczbę znajduje się na węgierskojęzycznej Wikipedii i jest to biografia na temat Nicholasa Hilliarda. (Wikimedia Foundation)
- W wielu miastach świata odbyła się akcja Godzina dla Ziemi (Earth Hour), której celem jest zwrócenie uwagi na potrzebę oszczędzania energii w obliczu zmieniającego się na Ziemi klimatu. (Gazeta.pl)

## 30 marca2008
- W wieku 65 lat zmarł Dith Pran, dziennikarz pochodzenia kambodżańskiego, sportretowany w filmie Pola śmierci. (Onet.pl)

## 31 marca2008
- Francuski architekt Jean Nouvel został laureatem Nagrody Pritzkera. (rp.pl, BRYŁA)